# Medná
Medná (německy Meeden) je vesnice, část obce Srby v okrese Domažlice v Plzeňském kraji. Leží jeden kilometr západně od Srb. Je tvořena 14 obývanými domy, které se rozprostírají kolem návsi a nevelkého rybníka. V roce 2011 zde trvale žilo 28 obyvatel. Poměr úmrtnosti k nově narozeným byl pro rok 2007 - 1:1.

## Název
Jméno vesničky je patrně odvozováno od naturálních dávek medu placených medenské vrchnosti.

## Historie
O přítomnosti lidí v dobách písmem nezaznamenaných svědčí i halštatské mohyly[zdroj?] v okolních lesích. První písemná zmínka o vesnici pochází z roku 1234. Prokazatelný je ale až rok 1528. V roce 1587 zde stálo 10 dvorů, z nichž dva měli naturální povinnosti k nápravníkovi kocourovskému.
V roce 1654 zde žilo 11 hospodářů, o sto let později bylo zaznamenáno 15 čísel popisných a roku 1939 zde bydlelo 101 osadníků německé národnosti.

## Obyvatelstvo
| Rok            | 1869 | 1880 | 1890 | 1900 | 1910 | 1921 | 1930 | 1950 | 1961 | 1970 | 1980 | 1991 | 2001 | 2011 | 2021 |
| -------------- | ---- | ---- | ---- | ---- | ---- | ---- | ---- | ---- | ---- | ---- | ---- | ---- | ---- | ---- | ---- |
| Počet obyvatel | 145  | 164  | 132  | 142  | 131  | 104  | 119  | 51   | 55   | 30   | 21   | 18   | 29   | 28   | 25   |
| Počet domů     | 17   | 24   | 17   | 17   | 17   | 22   | 23   | 20   | 20   | 11   | 7    | 9    | 10   | 10   | 11   |

## Obecní správa
Při sčítání lidu v letech 1850–1879 Medná byla osadou obce Srby v okrese Horšův Týn. V letech 1880–1959 byla samostatnou obcí v okrese Horšovský Týn (v letech 1890–1910 Horšův Týn). V letech 1960–1980 byla znovu částí obce Srby v okrese Domažlice. Od 1. července 1980 do 30. června 1990 byla částí obce Meclov v okrese Domažlice. Od 1. července 1990 je opět částí obce Srby v okrese Domažlice.

## Pamětihodnosti
- Mohylník severozápadně od vesnice

## Další fotografie

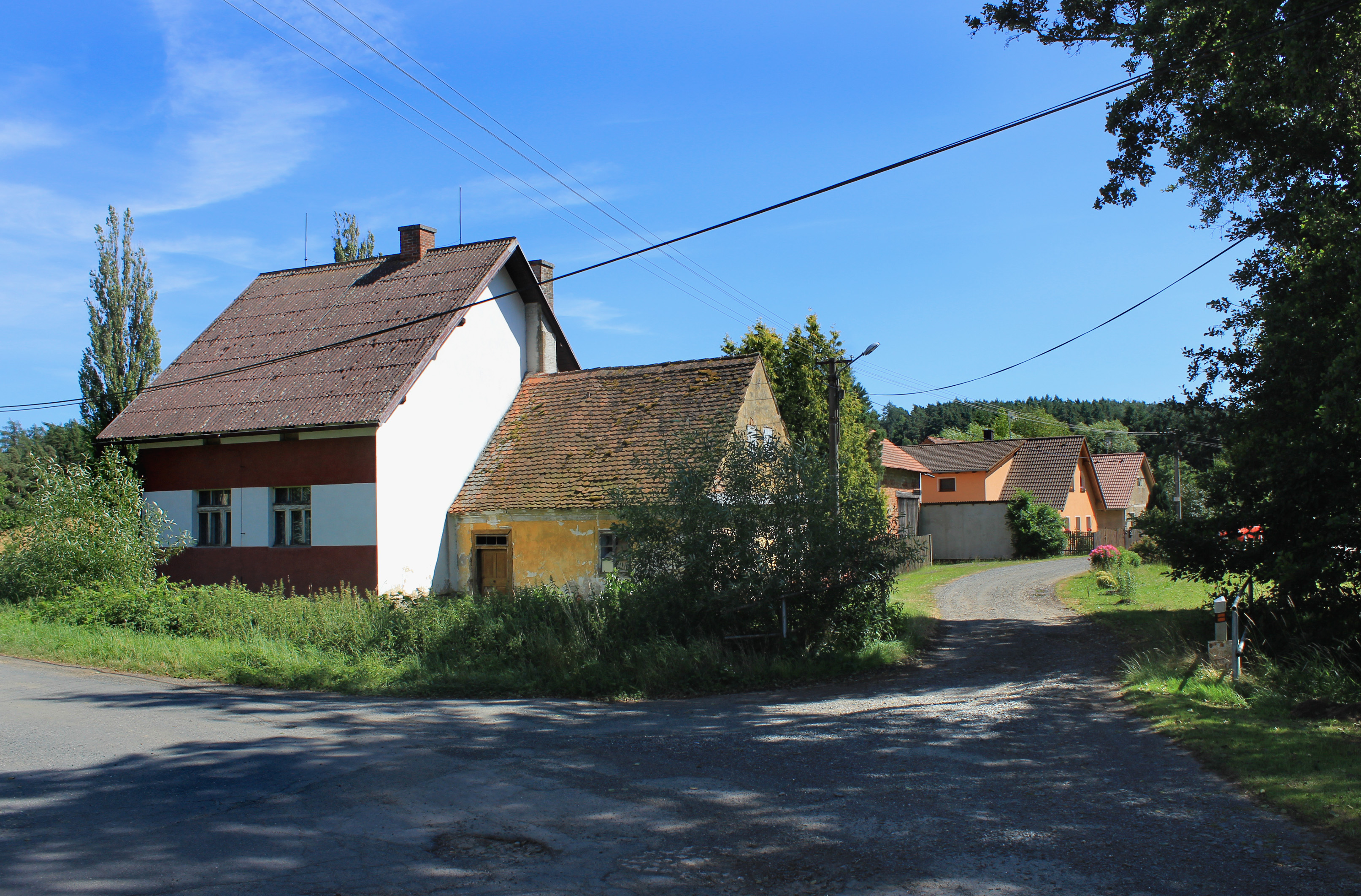
Domky u rybníka
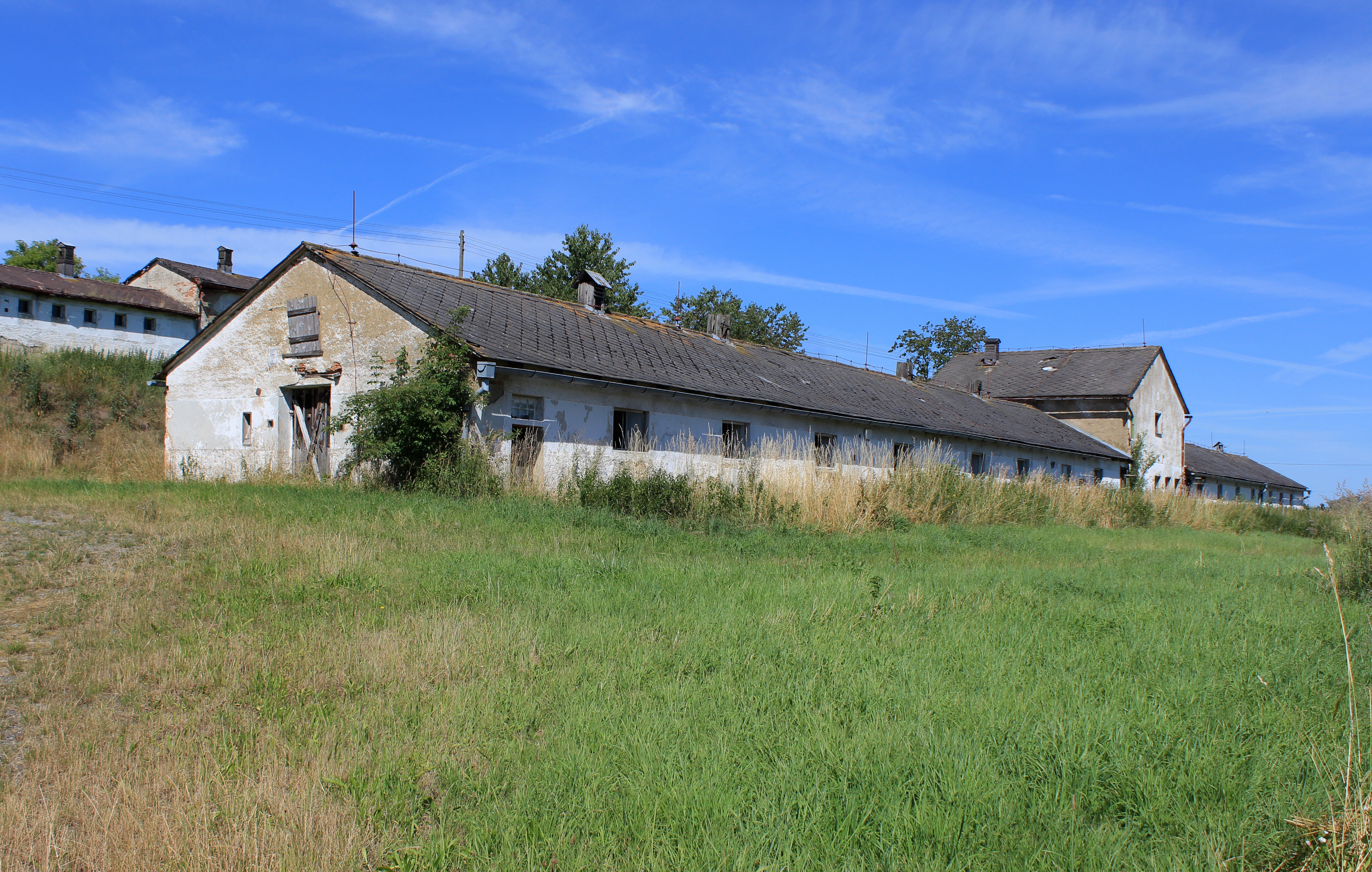
Rozpadající se zemědělské budovy
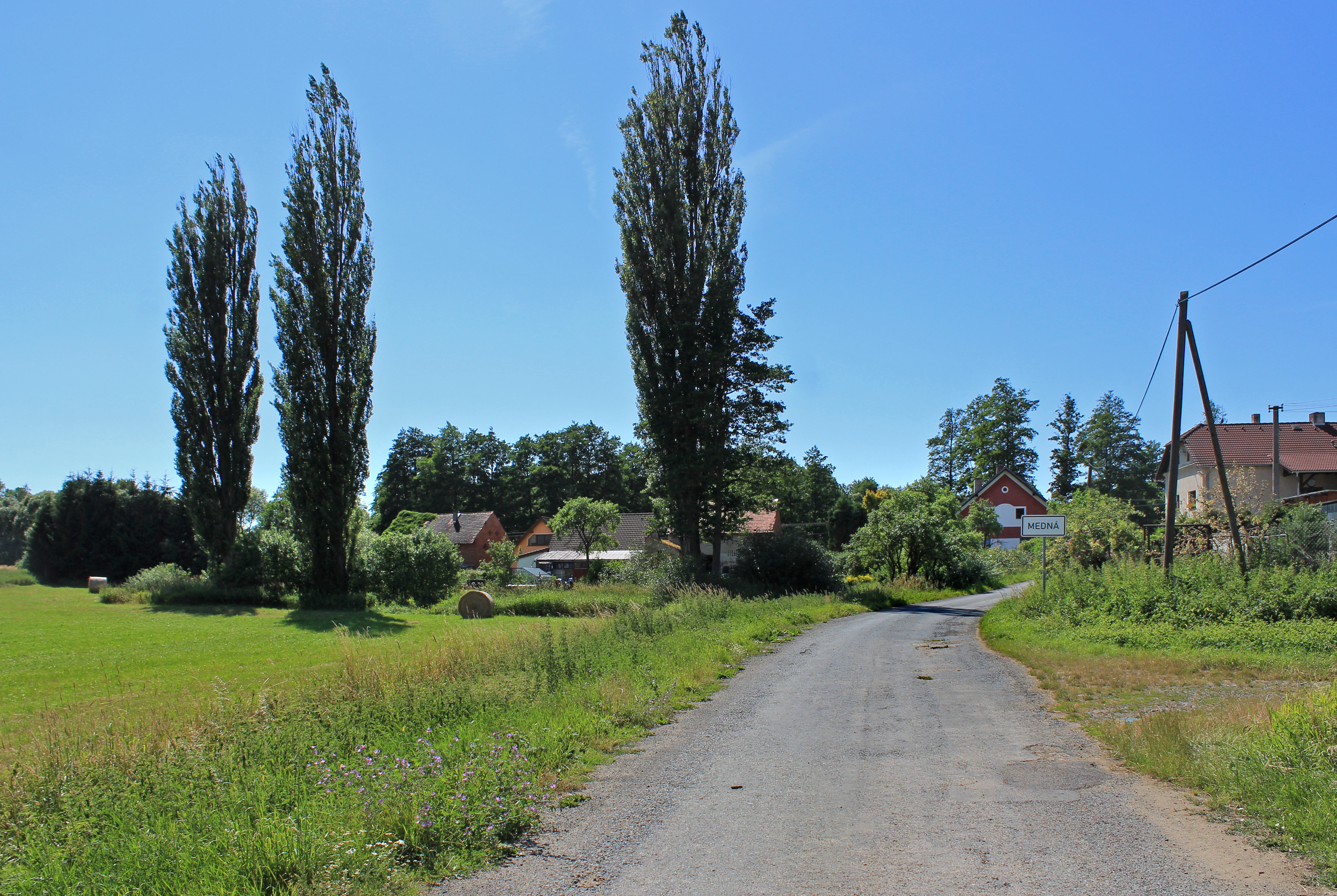
Topoly u příjezdu k vesnici od Srb